# Fuchsteufelswild (1926)
Fuchsteufelswild (original Crazy like a Fox) ist eine US-amerikanische Kurzfilm-Komödie von Hal Roach aus dem Jahr 1926 mit Charley Chase.

## Handlung
Charley Chase, der am Drehbuch mitgewirkt hatte, spielt einen jungen Mann, der Wahnsinn vortäuscht, um der durch die Eltern arrangierten Heirat mit einer ihm unbekannten Frau zu entfliehen, die tatsächlich allerdings Grund ist, die Ehe einzugehen, denn er ist unbekannterweise bereits in sie verliebt.

## Sonstiges
Die Aufführung des Films wurde zeitgenössisch musikalisch untermalt und die Filmhandlung mittels Zwischentiteln erzählt. Er zeigt Oliver Hardy in einer kleinen Rolle, kurz bevor er 1927 seine Zusammenarbeit mit Stan Laurel begann und deren gemeinsame Weltkarriere als Komiker-Duo (Laurel und Hardy) 1927 bei Hal Roach startete.
Während seiner Zeit bei Columbia Pictures verfasste und produzierte Chase ein 1937 veröffentlichtes Remake des Films mit dem Titel, The Wrong Miss Wright. Der Film gehörte bereits zur etablierten Tonfilm-Ära.